# Communauté de communes du Mâconnais Charolais
La communauté de communes du Mâconnais Charolais est une ancienne communauté de communes française, située dans le département de Saône-et-Loire et la région Bourgogne-Franche-Comté.

## Composition
| Nom                          | Code Insee | Gentilé                         | Superficie (km2) | Population (dernière pop. légale) | Densité (hab./km2) |
| ---------------------------- | ---------- | ------------------------------- | ---------------- | --------------------------------- | ------------------ |
| Tramayes (siège)             | 71545      | Tramayons                       | 18,60            | 1 023 (2014)                      | 55                 |
| Bourgvilain                  | 71050      | Brevelandiaux ou Burgovillanois | 11,81            | 327 (2014)                        | 28                 |
| Germolles-sur-Grosne         | 71217      | Germollins                      | 7,23             | 130 (2014)                        | 18                 |
| Pierreclos                   | 71350      |                                 | 12,41            | 906 (2014)                        | 73                 |
| Saint-Léger-sous-la-Bussière | 71441      | Sanldzirons                     | 8,64             | 242 (2014)                        | 28                 |
| Saint-Point                  | 71470      |                                 | 14,24            | 322 (2014)                        | 23                 |
| Serrières                    | 71518      |                                 | 9,84             | 285 (2014)                        | 29                 |

## Historique
- Le 1er janvier 2013, elle est rejointe par la commune de Pierreclos.
- Le 1er janvier 2017, avec la mise en place du nouveau schéma départemental de coopération intercommunale, la communauté de communes fusionne avec la communauté de communes de Matour et sa région, pour former la communauté de communes Saint-Cyr Mère Boitier entre Charolais et Mâconnais.

### Présidence
| Nom | Nom             | Parti | Début | Fin           | Fonctions                             |
| --- | --------------- | ----- | ----- | ------------- | ------------------------------------- |
|     | Michel Maya     | EELV  |       |               | Maire de Tramayes                     |
|     | Philippe Mignot | UDI   |       | 2016          | Maire de Saint-Point                  |
|     | Pierre Lapalus  |       | 2016  | Décembre 2016 | Maire de Saint-Léger-sous-la-Bussière |

## Sources
- Le SPLAF (Site sur la Population et les Limites Administratives de la France)
- La base ASPIC